# Drolshagen (Adelsgeschlecht)

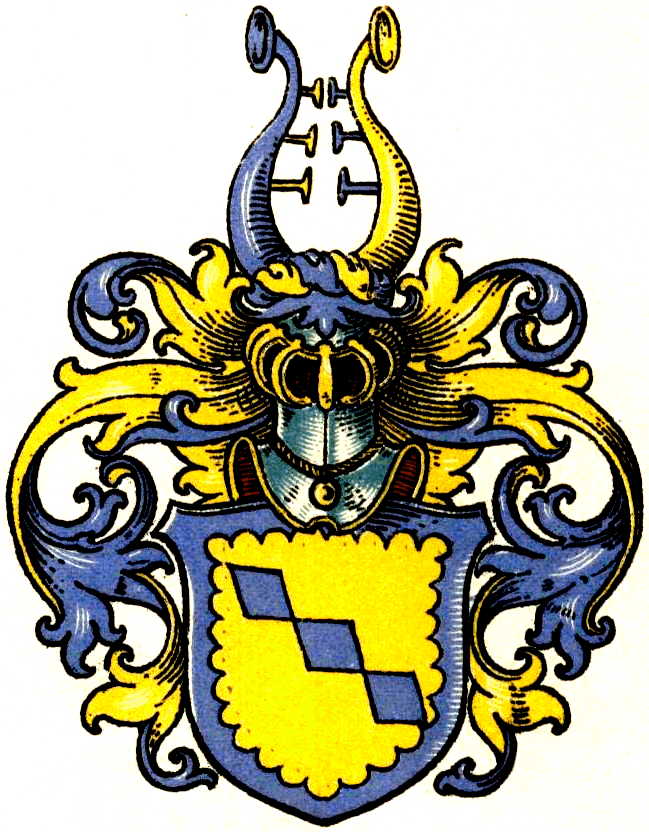
Stammwappen derer von Drolshagen im Wappenbuch des Westfälischen Adels

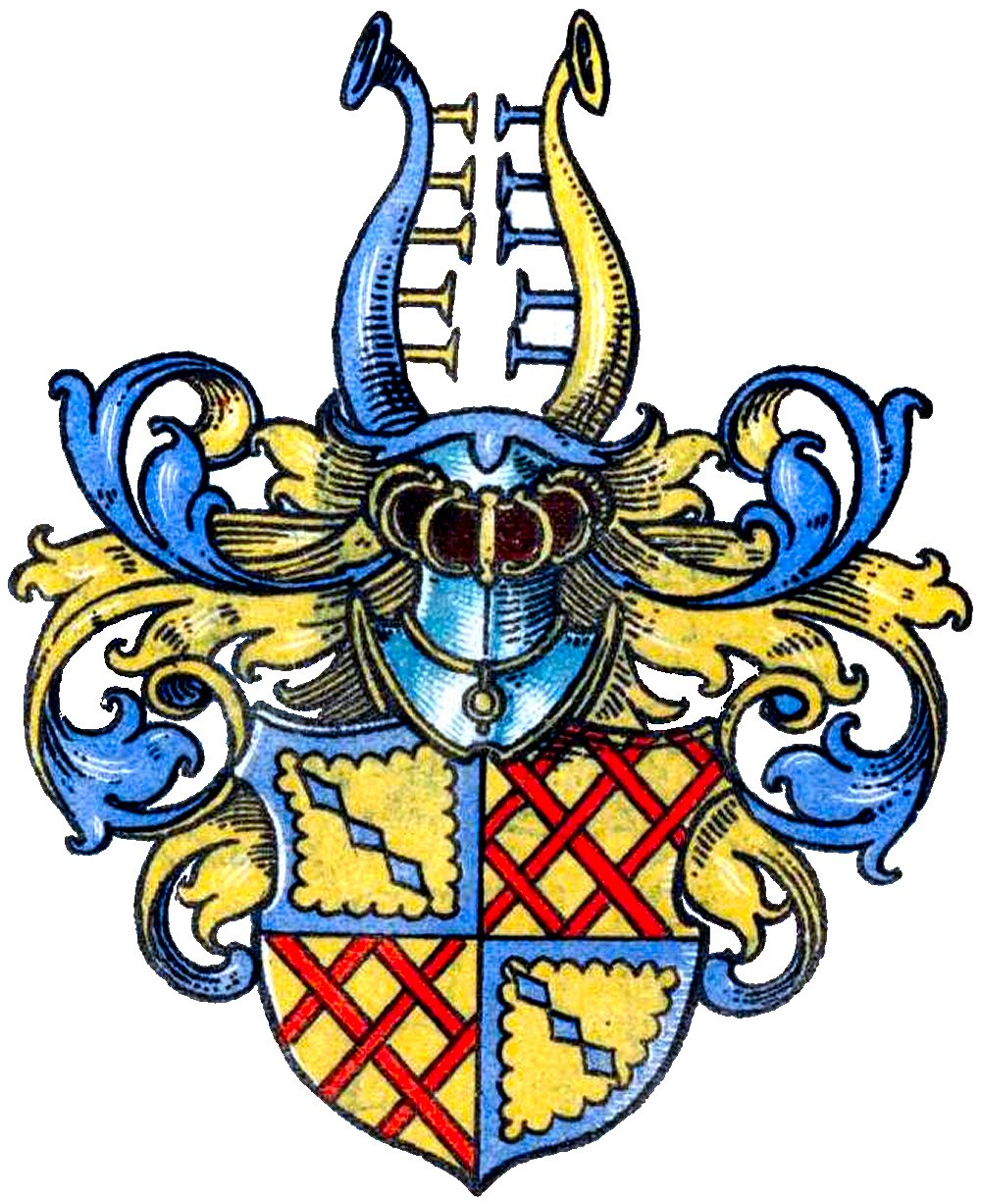
Vermehrtes Wappen derer von Drolshagen zu Rorup im Wappenbuch des Westfälischen Adels

Drolshagen war der Name eines alten westfälischen Ministerialen- und Rittergeschlechts. Es nannte sich nach dem Ort Drolshagen im Sauerland, hatte aber auch einen Zweig im Münsterland. Dort fanden sie Eingang in den Stadtadel der Erbmänner.

## Geschichte
Ein Arnoldus de Drolshagen erscheint 1223 in einer Urkunde ausgestellt in Soest, in der Graf Gottfried II. von Arnsberg dem Kloster Marienfeld Güter verkauft. Wohl derselbe als Arnoldus aduocatus (=Vogt) bezeichnet ist Zeuge einer Urkunde des Grafen, in der dieser dem Kloster Claholt ein Gut überträgt. Im Jahr 1227 war er nun bezeichnet, als Arnoldus aduocatus de Druylshagen, Zeuge als Erzbischof Heinrich I. von Köln einen Streit zwischen Graf Heinrich von Sayn und Otto von Ravensberg über einige Güter beurkundete. Im Jahr 1232 wurde er als Aduocatus eiusdem ecclesiae der Kirche St. Clemens in Drolshagen bezeichnet. Im Jahr 1258 ist ein Henricus aduocatus Zeuge als Erzbischof Konrad von Hochstaden den Berg vom Kloster Grafschaft an Siegfried von Wittgenstein und Adolf von Grafschaft überträgt, auf dem diese später die Stadt Berleburg gründeten.
Zeitweise waren die von Drolshagen auch Burgherren der Waldenburg. Durch Heirat fiel später die Waldenburg an Johann von Plettenberg. Die Familie hatte eine Zeitlang Anteil an der Freigrafschaft Hundem. Ein Zweig der Familie siedelte sich in Münster an; 1362, II. 13., Erbteilung der Brüder Henrich und Arnold von Drolshagen. Arnold erhält alle Güter im Stift Münster.
Aus dem Geschlecht stammen mehrere Domherren in Münster und Utrecht. Ein Everhard von Drolshagen war Domküster. Adolf von Drolshagen war sogar münsterischer Domherr und Propst am alten Dom in Münster. Er war auch Lehrer des späteren Bischofs Ludwig II. von Hessen. Ein Bernd de Drolshagen wird 1362 als Ritter bezeichnet. Möglicherweise ist auch ein von Johann Dietrich von Steinen genannter Bürgermeister von Münster, Arnold Drolshagen, Angehöriger des Geschlechts. 
Ein Arndt von Drolshagen hat um 1470 eine Art Familiengeschichte vor allem über den münsterländischen Zweig verfasst.
Die Familie bestand bis in die frühe Neuzeit. Ein Heinrich von Drolshagen war 1678 Mönch in Corvey. In Münster gehörte 1554 ein Jurgen von Drolshagen zu den Erbmännern. Im Jahr 1579 gehörte Lütkenbeck zum Besitz des münsterschen Familienzweigs. Um 1590 war auch das Rittergut Rorup in deren Besitz. Offenbar bestand eine enge Beziehung zum Kloster St. Aegidii. Eine Christina von Drolshagen starb dort 1495. Eine Anna von Drolshagen war dort Nonne im 18. Jahrhundert. Auch werden zahlreiche Mitglieder der Familie als Wohltäter der Einrichtung genannt. Ebenso bedeutend war ihre Rolle für das Kloster Niesing. Elisabeth von Drolshagen wurde 1500 zur Mutter des Hauses gewählt. Ida Maria von Drolshagen war Chorschwester im Kloster Herzebrock und starb 1736.
Es gab auch eine livländische Familie mit dem gleichen Namen. Diese soll aus Westfalen stammen, war aber wohl nicht verwandt mit diesem Geschlecht.

## Wappen
- Blasonierung des Stammwappens: In Gold innerhalb eines gekerbten blauen Rands drei schrägrechts gestellte blaue Rauten. Auf dem blau-golden bewulsteten Helm ein blauer (rechts) nach innen mit goldenen und ein goldenes nach innen mit drei blauen Nägeln bestecktes Büffelhorn. Die Helmdecken sind blau-golden.[9]
- Blasonierung des vermehrten Wappens derer von Drolshagen genannt Rorup: Quadriert. Felder 1 und 4 in Blau ein goldener ausgezahnter Herzschild mit drei rechtsschrägen Rauten belegt. Felder 2 und 3 in Gold ein schräges rotes Gitter. Auf dem Helm ein goldenes (rechts) innen mit fünf blauen und ein blaues Büffelhorn innen mit fünf goldenen Nägeln besteckt. Die Helmdecken sind blau-golden.[10]